# George Arnott Walker Arnott

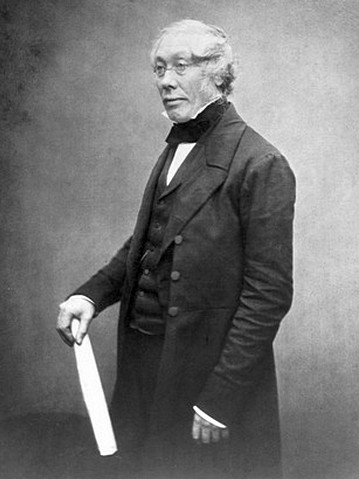
George Arnott Walker Arnott

George Arnott Walker Arnott (* 6. Februar 1799 in Edinburgh; † 17. Juni 1868 in Glasgow) war ein schottischer Botaniker. Sein offizielles botanisches Autorenkürzel lautet „Arn.“

## Leben und Wirken
Arnott war Direktor des Botanischen Gartens in Glasgow. 1822 wurde er zum Fellow der Royal Society of Edinburgh gewählt. 1834 wurde er Mitglied der Leopoldina.
Die Pflanzengattung Arnottia aus der Familie der Orchideen (Orchidaceae) ist nach ihm benannt.

## Schriften (Auswahl)
- Disposition méthodique des espèces de mousses. 1825.
- Tentamen methodi muscorum. 1826 – zusammen mit Robert Kaye Greville.
- The Botany of Captain Beechey’s Voyage. 1830–1841 (Digitalisat) – zusammen mit William Jackson Hooker.
- Prodromus florae peninulae Indiae orientalis. 1834 – zusammen mit Robert Wight.